# 早間玲子
早間 玲子（はやま れいこ、Reiko Hayama、1933年 - 2025年1月20日）は日本人初のフランス政府公認建築家営業権収得によるフランスの建築家。

## 経歴
1933年東京に生まれる。世界第二次大戦中、学童集団疎開により青森県まで戦火を逃れたが、帰郷して目前に現れた東京の一面焼け野原の跡に大きな衝撃を受ける。このとき、人間の環境を築きたいという衝動にかられる。都立第三女子高等学校（都立駒場高等学校）卒業、1958年横浜国立大学工学部建築学科を卒業。
- 1959年  前川國男建築設計事務所勤務。
- 1963年  一級建築士 N° 39 695。
- 1966年  フランス政府・日仏工業技術交換留学生として渡仏。
- 1967年  日本大使公邸インテリア実施設計図作成のため、シャルロット・ペリアン・インテリア設計事務所在籍。
- 1968年  ジョルジュ・カンジリス都市計画建築設計事務所勤務。
- 1970年  ジャン・プルーヴェ建築設計・エンジニア事務所勤務。	― 国鉄駅再開発、工業建築、集合住宅実験型等大規模公共建築の設計・監理に参画 —
- 1974年  横浜国立大学工学、エコール・ド・ボザール両校建築学科の同等デイプロム修得。（フランス共和国・文化省・省令 16-04-1974年4月16日）
- 1975年  日本人初のフランス政府公認建築家営業権収得。（仏・文化省・省令 1975年2月11日）
- 1976年  私立エコール・スペッシャル・ダルシテクチュール客員講師をしつつ、同校卒業。（仏・文部省・省令 1976年8月17日）
- 1976年  早間玲子建築設計事務所設立。（仏建築家会 1976年1月11日付き、登録番号  Ｅ 962−N°7816 イル・ド・フランス）
- 1990年  建築技術事務所 SARL Reiko HAYAMA & ASSOCIES開設。（事務所INSEE登録番号 379 701 634）
- 1994年  建築家事務所 Atelier d’Architecture & Technique Reiko Hayama・Architecte  開設。（フランス共和国・仏建築家会登録番号 01084 イル・ド・フランス、INSEE登録番号 373 758 784)
- 2013年  フランス共和国建築家会引退、名誉会員2013年1月12日付。

## 叙勲
- 2001年  日本国・外務大臣章受章 (外務省 2001年7月6日付)
- 2004年  フランス共和国・文化勲章 受章 Chevalier de l’Ordre des Arts et des Lettres (文化通信省 2004年1月23日付)
- 2004年  フランス共和国・レジオン・ドヌール勲章 受賞 Chevalier dans l’Ordre National de la Légion d’Honneur（仏 N°2607LHE04, 2004年7月13日付)
- 2011年 日本国・旭日小綬章受章（内閣府賞勲局 2011年９月）

## 主要作品
＊写真４点は、写真家ファブリス・ランベール撮影 
（４photos par Fabrice RAMBERT, Photographe）
- 1976年　　パリ国際大学都市・日本館：　　　　　　　外部改修、修復
- 1978年　　　　　　　　　　　　　　　　　　　　　　内部改修　　　　フランス、パリ
- 1978年　　デュピュイ邸　　　　　　　　　　　　　　　　　　　　　　フランス、シャヴィル
- 1984年　　キャノン・ブレッターニュ　S.A.S.　　　　     １−３期工事
- 1994年　　　　　　　　　　　　　　　　　　　　　　４期工事　　　　フランス、ブレッターニュ
- 1990年　　ヤマハ・ミュージック・フランス S.A.　　　2期工事　　　　フランス、マルナ・ヴァレ
- 1990年　　在仏日本人学校　　　　　　　　　　　　　　　　　　　　　フランス、サン・カンタン・イヴリン
- 1992年　　コニカ・ミノルタ・ローレンヌ　S.A.S.　　　　　　　　　　     フランス、ヴォージュ
- 1992年　　日立・コンピューター・ヨーロッパ　S.A.S.　　　　　　　　     フランス、オルレアン
- 1992年　　ドメイン・ド・ベレバ、　　　　　　　    　  　 新築、

　　　　　　ホテル＋ゴルフ・クラブ   　　　　　　　　   　修復、改築　　フランス、エッソンヌ
- 1992年　　オグラ S.A.S.　　　　　　　　　　　　　　　　　　　　　　フランス、ヴァランシエンヌ
- 1992年　　アケボノ・ブレーキ  S.A.S.　　　　　　　　　　　　　　　　フランス、ゴネス
- 1992年　　ノーリツ鋼機フランス S.A.　　　　　　　　　　　　　　　　フランス、エヴリー
- 2000年　　サンデン・マニファクチュリング・ヨーロッパ・S.A.S.　　　フランス、ブレッターニュ
- 2001年　　在仏日本大使公邸　　　　　　　　　　　                      　 改修　　　　　フランス、パリ
- 2012年　　山形トヨペット本社　　　　　　　　　　　　　　　　　　　日本・山形市

## 関連書籍
- 『ジャン・プルーヴェ、インダストリーが支えた一つの建築のかたち』 (1971年)
- 『日本の建築家』  (新建築社、1981年)
- 『われら地球市民』（共同通信社、1990年）
- 『D’A』 (フランス共和国・仏建築家会誌、1995年1月号)
- 『フォルムとストルクチュール』  (フォルムとストルクチュール建築写真誌、1993年-2002年)
- 『ジャン・プルーヴェ』  (ナンシーのジャン・プルーヴェ展　カタログ　2012年)
（ナンシー美術館、エコール・ド・ナンシー美術館他ナンシーの５箇所の美術館における展覧会）